# Vecht
Vecht, včasih imenovana tudi Utrechtse Vecht ali Stichtse Vecht, da se razlikuje od Overijsselse Vecht, je nizozemska reka, ki teče skozi provinci Utrecht in Severna Holandija. Vecht se začne pri Weerdsluisu v mestu Utrecht in se približno 42 kilometrov naprej pri Muidenu izliva v IJmeer. Reka Vecht teče mimo mest Maarssen, Breukelen, Loenen in Weesp.
Nizozemska vlada je leta 1996 upravljanje in vzdrževanje Vechta prenesla na Vodni odbor Amstel, Gooi in Vecht. Med leti 2014 in 2014 so v Vechtu južno od Muidena zgradili Akvadukt Vechtzicht, ki bo avtocesta A1 potekala pod reko.

## Zgodovina
Vecht je nastal okoli leta 600 A.D. kot del delte Rena in zgornjega toka Oer-IJ .
V rimskih časih je bila reka znana kot Fectio. Za najbolj južno kotlino je bil značilen odcep Vechta od takratnega Rena pri rimski utrdbi Fectio. Sčasoma se je ta delitev premaknila nekaj kilometrov proti severu ali morda celo pri trdnjavi Traiectum. Ob tej utrdbi so živeli staroselci. V porečju na severu ni jasnih arheoloških sledi bivanja, domneva pa se, da so bili nasipi in grebeni poseljeni. 
Po odhodu Rimljanov okoli leta 270 A.D. približno štiri stoletja ni sledi poselitve. Postopoma je bila neposredna povezava z IJ prekinjena s širjenjem Flevomeerja in v to jezero se je izlilal Vecht in kasneje v Zuiderzee.
Reka s krajem Muiden je bila  od leta 866 v lasti Cerkve sv. Martina v Utrechtu. Do takrat so bregovi Vechta večinoma spadali v grofijo Nifterlake. Leta 1285 je Floris V. Holandski osvojil Muiden in Weesp iz Sticht Utrechta. Pravica utrechtskega škofa do Vechta je bila omejena na Hinderdam, severno od mesta Nigtevecht. Reka takrat ni bila več v odprti povezavi z Zuiderzeejem. Otterspoorsluis je bil zgrajen blizu Breukelena, kot dokazuje inšpekcijsko pismo iz leta 1323 škofa Janeza Diestskega. Severno od Otterspoorsluisa so imeli prebivalci še vedno veliko težav zaradi Zuiderzeeja, nasipe je bilo treba dvigniti in ustrezno vzdrževati, kar je bilo drago. V korist ladijskega prometa na nemškem območju Rena se je svet Utrechta leta 1338 odločil, da bo Vecht poravnal od Rodebrugbuurt do Oudegracht.
Leta 1437 sta se Utrecht in Holandija dogovorila, da bosta zgradila novo zapornico in jez pri Fort Hinderdamu ter porušila zapornico Otterspoor. 13. aprila 1673 se je Holandija odločila zgraditi nove morske zapore ob izlivu reke Vecht v Zuiderzee blizu Muidena.  To je bila že stoletje goreča želja Holandije, vendar se Utrecht s tem ni strinjal. V letih 1672-1673 so Utrecht zasedli Francozi in Nizozemska je videla priložnost za uresničitev načrtov.
V srednjem veku je bila reka Vecht zelo pomembna pot za ladijsko povezavo med Zuiderzeejem, s katerega je bilo mogoče doseči severno Evropo, in Renom, ki je med drugim omogočal dostop do današnje Nemčije. Temu se imata zahvaliti mesti Dorestad in kasneje mesto Utrecht za svoj gospodarski razcvet. (Majhni) deli Vechta so bili kanalizirani in/ali prečkani že od srednjega veka.
V 17. in 18. stoletju je bila Vecht del poti bark med Utrechtom in Amsterdamom.
Gradovi, ki so bili zgrajeni na Vechtu iz strateških razlogov, vključujejo grad Nijenrode in grad Muiden. Reka je bila tudi del nizozemske vodne črte.
V 17. stoletju, v zlati dobi, so uspešni amsterdamski trgovci zgradili ali obnovili podeželska posestva ob Vechtu. Veliko jih je bilo med gospodarsko krizo v začetku 19. stoletja prodanih in porušenih, še vedno pa na primer Gunterstein v Breukelenu in Goudestein v Maarssenu.

Od srednjega veka dalje so ob reki nastajali veliki obrati za proizvodnjo opeke in keramike. Šota in glina kot surovini sta bili lahko dostopni. Zgodnja proizvodna lokacija je bila Bemuurde Weerd. Kasneje so ob reki nastale številne tovarne opeke, ki so pogosto predstavljale finančno naložbo poleg podeželske hiše. Proizvodnja je bila delno razporejena v širitvi Amsterdama v 17. stoletju. V 20. stoletju se je zaprla zadnja opekarna ob Vechtu. Le Vecht en Rhijn sta ušla rušilnemu kladivu.
- Vechtvliet, eden od ducatov gradov ali podeželskih posestev ob Vechtu
- Rekonstruirana vozna postaja ob vlečni poti
- Nekdanja opekarna Vecht en Rhijn
- Vecht skozi središče vasi Maarssen
- Del Groote Zeesluis pri gradu Muiden

### Smer toka
Vecht je ena redkih rek, kjer voda včasih (delno) teče po reki navzgor, ker je voda v IJsselmeerju precej višja od vode Vechta pri zapornici v Muidenu. Le ob zelo močnem deževju reka teče proti izlivu.
V Nigtevechtu se prečiščena kanalizacijska voda iz štirih naprav v Vechtu iz Utrechta izpušča v kanal Amsterdam-Ren. Voda, ki prihaja iz Muidena, zagotavlja potreben protitlak na tej lokaciji.

V bližini Maarssena je stara zapornica, ki povezuje reko s kanalom Amsterdam-Ren. Vecht je tudi povezan s tem kanalom pri Nigtevechtu. Vecht je povezan z Geinom prek Smal Weespa, majhno reko skozi Weesp in kanala Amsterdam-Ren. Poleg tega je pri Nederhorst den Berg povezava s Hilversums Kanaal skozi zapornico 't Hemeltje.
V imenu občine Stichtse Vecht vozi motorni trajekt "Kantje bord" med Nigtevechtom in Nederhorst den Bergom za kolesarje in pešce. (samo čez dan).
Od izgradnje kanala Merwede leta 1892 in prekopa Amsterdam-Ren od leta 1952 je komercialni ladijski promet uporabljal ta kanal, ki poteka približno vzporedno z Vechtom.

## Sanacija
Zaradi številnih izpustov v reko je bila kakovost vode dolgo časa slaba. Od leta 2010 poteka sanacija reke s poglabljanjem od odstranjevanjem onesnaženega 2,4 miljona m3 mulja na celotni trasi 42 km toka reke.  

## Vodni športi
Reka ima široko strugo in nizko hitrost toka, ob vodi pa je veliko gradov, podeželskih posesti in čajnih kupol, zaradi česar je zelo primerna za rekreacijsko čolnarjenje.
V reki je malo zapornic, vendar približno 24 mostov. Številni med njimi imajo omejeno višino za plovila na reki. Železniški most pri Weespu povzroča največje zamude pri ladijskem prometu. V teku je študija, da bi jih odprli bistveno manj pogosto, da bi omogočili več vlakov iz Almereja v Amsterdam. Če je železniški most večji del dneva zaprt, jadrnice in motorne jahte z visoko kabino ne morejo več pluti skozi Utrechtse Vecht pri Weespu. Od Utrechta do IJmeerja ni druge poti za jadrnice. Kabinske jahte naj bi krožile po kanalu Amsterdam-Ren, vendar Rijkswaterstaat že leta poskuša preprečiti, da bi plovila za razvedrilo uporabljala ta kanal za komercialne ladje, tako da označuje preusmeritve čez Vecht.